# Мимриков Дмитро Вікторович
Дмитро́ Ві́кторович Мимриков — український військовий льотчик 1-го класу, гвардії полковник Повітряних Сил Збройних Сил України, командир 25-ї бригади транспортної авіації (Мелітополь).

## Життєпис
З березня 2011 року у складі екіпажа військово-транспортного літака Іл-76 МД виконував завдання в рамках спільної українсько-данської операції «Північний сокіл» з доставляння палива з американської авіаційної бази Туле — на військову та наукову станцію «Норд». Операція тривала близько 3 тижнів, два екіпажі працювали за умов відсутності наземних засобів навігації та запасних аеродромів, обмеженої видимості, температури повітря нижче 50-ти градусів, складного обслуговування авіаційної техніки, штормової погоди. Екіпажі налітали близько 100 годин, замість запланованих 500 тисяч перевезли понад 600 тисяч літрів пального.
У червні 2011 року до України з візитом прибув кронпринц данський Фредерік, в рамках візиту він відвідав 25-ту бригаду транспортної авіації в Мелітополі, щоб подякувати за плідну співпрацю та підписати договір про подальшу співпрацю, у зв'язку з чим мав розмову з командиром бригади полковником Дмитром Мимриковим.
Станом на лютий 2017-го з дружиною та сином проживає у місті Мелітополь.

## Під час російсько-української війни
Учасник російсько-української війни, з березня 2014 виконував польоти в аеропорти на Сході України, його літак доставляв українським захисникам продовольство, техніку, обладнання, боєприпаси, проводив ротацію особового складу.
Вранці 13 червня 2014-го екіпаж військово-транспортного літака Іл-76 МД (бортовий номер 76683), під керівництвом Дмитра Мимрикова, успішно доставив вантажі захисникам Луганського аеропорту, і вже у ніч на 14 червня вирушив туди вдруге. До Луганського аеропорту вилетіли три літаки Іл-76, перший літак полковника Мимрикова (борт 76683) сів о 0:40. Другий (борт 76777), під командуванням підполковника Олександра Білого, був збитий російськими терористами під час заходу на посадку. Третій отримав наказ повертатися.
Командир екіпажу борту 76683 полковник Мимриков вирішив вивести літак з Луганського аеропорту, попри всі ризики. Через 7 днів, під дощем, члени екіпажу по одному зайшли в літак і упродовж 3-х хвилин успішно підняли його у повітря, не ставлячи до відома командування і штаб, щоб запобігти будь-якому витоку інформації. Про зліт знали лише члени екіпажу.
Завдяки тому, що екіпаж Дмитра Мимрикова зміг посадити літак і доправити особовий склад, техніку і вантажі, захисники Луганського аеропорту протримались до того часу, коли українські війська з боями пробили наземний шлях до аеропорту.

## Нагороди
2 серпня 2014 року, — за особисту мужність і героїзм, виявлені у захисті державного суверенітету та територіальної цілісності України, — нагороджений орденом Богдана Хмельницького III ступеня.